# Blackforce
Die Blackforce – benannt nach ihrem Kommandeur Brigadier Arthur Seaforth Blackburn – war eine 1942 auf Java aufgestellte australische Brigade. Sie bestand aus Teilen des 2/3 Maschinengewehr-Bataillons und des 2/2 Pionier-Bataillons, die zur australischen 7th Division gehörten. Insgesamt umfasste die Blackforce rund 3.000 Soldaten.
Die Bataillone waren Ende Februar 1942 von Syrien aus nach Java beordert worden, um dort die niederländischen KNIL-Einheiten bei der Abwehr einer möglichen japanischen Invasion der Insel zu unterstützen. Das ehemalige Passagierschiff der Orient Line, Orcades, diente dabei als Truppentransporter. Da die Australier einen Großteil ihrer Ausrüstung im Nahen Osten zurücklassen mussten, rüstete sie eine britische Flugabwehreinheit, die von Singapur nach Java geflüchtet war, mit Anlagen zur Kommunikation aus. Die zugehörige Meldesektion wurde anschließend direkt der Blackforce zugeteilt.
Kurz darauf kamen zur Blackforce noch eine Schwadron der 3rd Hussars, sowie eine amerikanische Feldartillerieeinheit und 450 eiligst als Infanteristen trainierte Bedienstete der Royal Air Force dazu. Die Eingreifgruppe war am 28. Februar im Raum Bandung einsatzbereit. General Hein ter Poorten versetzte sie aber kurz darauf nach Buitenzorg, damit sie dort die Kautschukplantagen verteidigen sollten. So kamen sie unter das Oberkommando von Generalmajor Wijbrandus Schilling, dem Kommandierenden der Westjava Einheiten.
Die Japaner landeten schließlich am 1. März im Westen und Osten Javas. Die Blackforce beteiligte sich an der Verteidigung im Raum Buitenzorg. Nach zehn Tagen musste sie sich allerdings der japanischen Armee ergeben. Brigadier Blackburn und viele weitere Blackforce-Soldaten gerieten in japanische Gefangenschaft.